# إيلان-كولينو (مقاطعة فورونيج)
ييلان-كولينو (بالروسية: Елань-Колено) هي مدينة في مقاطعة فورونيج أوبلاست في روسيا.
يبلغ عدد سكانها حوالي 5136 نسمة.